# تام ایوانز
تام ایوانز (زاده ۲ آوریل ۱۹۸۵) بازیکن سابق راگبی و مدل اهل اسکاتلند است.  او آخرین بار برای گلاسکو واریرز در لیگ سلتیک در پست بال بازی کرد. دوران حرفه‌ای راگبی ایوانز در سن ۲۴ سالگی و در دهمین حضورش برای تیم ملی اسکاتلند، با آسیب جدی که از ناحیه گردن دید، به پایان رسید.